# Egon Maximilian Hirschberger
Egon Maximilian Hirschberger (* 10. Februar 1924 in München; † 5. Mai 1975) war ein deutscher Bibliothekar.

## Wirken
Egon Maximilian Hirschberger studierte nach seinem Kriegsdienst (1942–1945) Philosophie, Psychologie, Alte Geschichte, Nationalökonomie, Staatswissenschaft und Soziologie an der Universität München. Im Jahre 1951 promovierte er dort zum Dr. phil. 1953 absolvierte er die Prüfung als Diplom-Volkswirt und 1955 promovierte er erneut in München und zwar zum Dr. oec. publ. 1954 trat er als Bibliotheksreferendar an der Bayerischen Staatsbibliothek in die Ausbildung für den höheren Bibliotheksdienst ein und legte die Fachprüfung hierfür 1956 ab. Anschließend war er bis zu seinem frühen Tod als Bibliothekar an der Bayerischen Staatsbibliothek tätig, seit 1969 im Rang eines Bibliotheksdirektors. Das Hauptarbeitsgebiet Hirschbergers war der Systematische Katalog der Bayerischen Staatsbibliothek, für deren Auf- und Ausbau er sorgte. Er erarbeitete hierfür eine umfassende neue Systematik, die bei der zur damaligen Zeit aktuellen Diskussion über eine Einheitsklassifikation für die deutschen wissenschaftlichen Bibliotheken herangezogen wurde. Teile dieser Hirschberger-Systematik dienen bis heute der Buchaufstellung im Freihandbestand des Allgemeinen Lesesaals der Bayerischen Staatsbibliothek. 
Im Nebenamt unterrichtete Hirschberger an der Bayerischen Bibliotheksschule in München.

## Schriften
- Die Sinnesqualitäten und die Fechner’sche Tagesansicht. Dissertation Universität München 1950.

- Markt und Masse. Dissertation Universität München 1955.
- Geographischer Katalog und geographischer Schlüssel des Systematischen Kataloges der Bayerischen Staatsbibliothek. Harrassowitz, Wiesbaden 1964.
- Der neue gekoppelte 'systematische und geographische Katalog' der Bayerischen Staatsbibliothek. In: Zeitschrift für Bibliothekswesen und Bibliographie, Bd. 17 (1970), S. 161–175.
- Systematischer Katalog und systematische Unterteilung im geographischen Katalog der Bayerischen Staatsbibliothek. Allgemeine Schlüssel, Normierungen, Hauptklassenverzeichnis. Harrassowitz, Wiesbaden 1972, ISBN 3-447-01478-4.